# مادلين مطر
مادلين ميشال مطر (29 أغسطس 1972 -)، مغنية لبنانية. بدات مشوارها الفني عام 2001.

## حياتها
ولدت في بيروت لأسرة مسيحية الديانة، درست الغناء الشرقى في المعهد الوطني العالي للموسيقى بلبنان واستمع إلى صوتها الفنان الكبير الراحل وديع الصافي وأُعجب بصوتها واصطحبها معه إلى لندن للأشتراك معه في إحدى الحفلات الخيرية للجالية اللبنانية في لندن وحققت نجاحا كبيراً في هذه الحفلة وأشادت بها الصحف مما شجعها على احتراف الغناء.

## مشوارها الفني
- في العام 1998 عادت إلى لبنان اشتركت في برنامج المواهب (كأس النجوم) على شاشة المؤسسة اللبنانية للإرسال ال بي سي ونالت كأس الفنانة لطيفة التونسية.
- سجلت لها إحدى شركات الكاسيت أغنية (لو يوصفوك) ضمن البوم غنائي كوكتيل لعدة مطربين وحققت لها هذه الأغنية شهرة واسعة ثم توالت اعمالها الغنائية الناجحة بعد ذلك.
- قدمت عدة ألبومات غنائية مع كليبات مصورة زادت نجاحها وانتشارها الفني في العالم العربي.
- أطلقت ثلاثة ألبومات هم: «رايداه» 2001، «على بالي هواك» 2003، «بحبك وداري» 2006، وعدة أغاني منفردة: «لو يوصفوك» من كلمات وألحان مروان خوري 2000.صدر ضمن ألبوم منوعات لعدة فنانين. «أشغلك» - أغنية خليجية- «واحشني موت» أغنية خليجيه ضمن الفيلم الكويتي الدنجوانة من بطولة محمد الأمير. أغنية «أما عجايب» 2009.

-أغنية منفردة وكليب بعنوان «كلمني أسمعلك» أو (تعالي علي نفسك) من كلمات نادر عبد الله وألحان تامر علي، وتوزيع بلال الزين 2011.
-«أهل الغرام» 2012. لها فيلمان بالسينما المصرية آخر كلام 2008 (أغاني الفيلم) - ببساطه كده والقلب الطّيب إخراج اكرم فريد، وفيلم مهمة في فيلم قديم (ضيفه شرف) 2012 إخراج أحمد البدري وكليهما من إنتاج محمد السبكي.
- كانت مادلين في الماضي من بين نجوم الغناء التابعين لشركة روتانا (الفنية) إلا أن علاقتها بها أصبحت محصورة بتوزيع أعمالها[2]
- عادت بأغنية منفردة عام 2016 بعنوان طمن قلبك صورتها على طريقة الفيديو كليب مع المخرجة مي الياس [3]
- وأنتجت أيضاً عدّة أعمال منفردة منها «من هنا ورايح»، «دايب قلبي»، ومؤخراً «خانوني» بالهجة العراقية...
- وعلى عقب أحداث 4 آب أي الإنفجار الذي حصل في مرفئ بيروت قدّمت أغنية للوطن المجروح بعنوان «آه منك يا بلد» كلمات الشاعر فادي حداد وألحان شادي حداد وتوزيع ستوديو إيلي سابا.

## أعمالها

### الألبومات
| الألبوم | العام         | المنتج |
| ------- | ------------- | ------ |
| (2005)  | بحبك وداري    | روتانا |
| (2003   | على بالي هواك | روتانا |
| (2001)  | رايداه        | روتانا |
| (2000)  | لو يوصفوك     | روتانا |

### فيديو كليبات
| الأغنية        | المخرج       | المنتج         |
| -------------- | ------------ | -------------- |
| رايداه         | سعيد الماروق | art الموسيقى   |
| لا جمال الشقر  | سعيد الماروق | art الموسيقى   |
| عاشقة يا ليل   | سعيد الماروق | art الموسيقى   |
| على بالي هواك  | سعيد الماروق | روتانا         |
| أنا لمين       | سعيد الماروق | روتانا         |
| قلبي غالي      | سعيد الماروق | روتانا         |
| بحبك وداري     | ليلى كنعان   | روتانا         |
| بتلون ليه عليا | إميل سليلاتي | ميلودي         |
| أشغلك          | رندة علم     | ميلودي         |
| أما عجايب      | فادي حداد    | ميلودي         |
| كلمني أسمعلك   | فادي حداد    | إنتاجها الخاص  |
| أهل الغرام     | مي الياس     | إنتاجها الخاص  |
| تعبانة         | مي الياس     | إنتاجها الخاص  |
| طمن قلبك       | مي الياس     | إنتاجها الخاص  |
| خانوني         | مي الياس     | الريماس ميوزيك |

### الأفلام
- 2012: مهمة في فيلم قديم.
- 2008: آخر كلام.